# جاكوب شيرغ
جاكوب شيرغ (بالإنجليزية: Jacob Churg)‏ ـ (16 يوليو 1910 ـ 27 يوليو 2005) هو عالم أمراض أمريكي، روسي المولد. اكتشف متلازمة شيرغ شتراوس مع زميلته لوته شتراوس في مستشفى ماونت سيناي، فأطلق اسماهما على المتلازمة.